# Carmiols tangare
De Carmiols tangare (Chlorothraupis carmioli) is een zangvogel uit de familie Cardinalidae (kardinaalachtigen). De soort is genoemd naar Francisco Carmiol die het type exemplaar verzamelde in Costa Rica.

## Verspreiding en leefgebied
Deze soort telt 3 ondersoorten:
- C. c. carmioli: van Nicaragua tot noordwestelijk Panama.
- C. c. magnirostris: westelijk Panama.
- C. c. lutescens: van centraal Panama tot noordwestelijk Colombia.